# Andrés de Carvajal y Campos
Andrés de Carvajal y Campos  (Fondón, Almería, 31 de julio de 1709-Antequera, Málaga, 25 de abril de 1779) fue un escultor e imaginero español.

## Biografía
Sus padres fueron Antonio Carvajal, sastre por larga tradición familiar y Teresa Campos. Fue el menor de 5 hermanos, desde muy joven se interesó más por el arte que por la profesión paterna y se trasladó a Granada donde fue aprendiz en el taller de Salvador de Ledesma, discípulo de Diego de Mora.
La mayor parte de su actividad artística la desarrolló en la ciudad de Antequera en la que poseía taller propio en 1740 y donde se casó en 1755 con Magdalena Talavera, hija del escribano Miguel Francisco de Talavera. Tuvo un único hijo, Miguel María de Carvajal que fue también artista.
Está considerado uno de los principales representantes del círculo escultórico de Antequera, que fue un núcleo artístico con unas características bien definidas que alcanzó su máxima expresión en la segunda mitad del siglo XVIII. Toda su obra conocida corresponde a imaginería religiosa, entre sus tallas destaca el Cristo del Mayor Dolor que se encuentra en la Real Colegiata de San Sebastián (Antequera) y procesiona el Miércoles Santo en la Cofradía del Mayor Dolor, el Cristo atado a la columna de la Iglesia de los Remedios (Estepa) y Ntro. Padre Jesús Nazareno (La Roda de Andalucía).
A lo largo de su vida fue un artista que adquirió prestigio y reconocimiento social entre sus contemporáneos. 
El escultor muy devoto de la Virgen del Rosario,Copatrona de Antequera, ofreció la Pontificia y Real Archicofradía de Nuestra Señora del Rosario, revestir los pilares del arco de acceso a la Capilla de la Virgen, y revestir con relieves de madera, con los misterios gloriosos, el zócalo de agatha que existe en el camarín que posee la Milagrosa Imagen, a cambio de ser enterrado en la cripta situada, bajo el camarín de la Virgen, en el Convento de Santo Domingo. Desgraciadamente, el artista falleció de manera prematura, sin poder terminar este trabajo.
Cabe destacar, que su última obra que es un relieve de madera que representa la Coronación de la Virgen, se encuentra en el camarín de la Virgen del Rosario.

Falleció en Antequera en 1779 a los 69 años. Como fue su deseo en vida, fue enterrado a los pies de la Virgen del Rosario, junto a él, también reposan los restos de su esposa Magdalena.